# Наос
Наос (стгрч. ὁ ναός / ὁ νεός) архитектонски је појам за унутрашњу централну и главну просторију у храму између пронаоса и епистодома, и који обично садржи култну фигуру посвећену одређеном богу. Има исто значење као и цела и секос. У римској архитектури означава продавницу окренута ка улици (види: Домус).
Наос је посебна светиња и у њему је у старом Египту била смештена култна скулптура богова и на основу веровања старих Египћана ту је збиља обитавао Бог.
У најстарија времена наос је био израђиван од дрвета а касније у доба старе империје египта био је израђиван од тврдих врста камена. У украшавању наоса употребљавани су симболички елементи.
У православљу, наос означава део цркве (храма) где се налазе верници током обреда. Наос је од олтара одвојен иконостасом.

## Опште информације
Наос који је најчешће основе издуженог правоугаоника, централно положеног у простор храмовне грађевине, је главно место молитве верних.
Полазећи од претпоставке да је Нојева лађа (ковчег) била праобразба Цркве поринуте у простор који плови ка Истоку, односно, ка спасењу, наос је у већини цркава спуштен у односу на остали део храма, да би подсећао на лађу, али и да би означио нижи ранг који заузима у односу на олтар.
У једном раздобљу средњег века, наос је био вертикално подељен на приземље (мушки део) и галерије (жене и катихумени), мада је ова подела најчешће била, и остала, хоризонтална.

Са данашњом променом облика наоса развијао се и програм његовог украшавања. Сада се граде храмови са централном основом и са бочним апсидама, док су декорације јужног и северног зида првобитно значајне, сада препустиле значај источном зиду наоса — односно на иконостас и олтарску конху која се једино и види иза, или изнад њега — као и богато украшеној и засвођеној таваници. 
У таковом распореду наоса; Целивајућа икона је обично смештена у средини храма, често и непосредно испод куполе (кубета), али свакако уз солеју. На тај начин представља алегорију поздрава са домаћином храма као представником Светих, али и представником Лаоса Божијег. Образи Пресвете Богородице и Господа стоје на иконостасу, често и посебно на солеји, те као симболички довраци Царских двери означавају просторну, али и временску,5 границу два света.

## Галерија
- Наос у храму Бога Хора у Египту испред кога је посветна лађа
- Основа грчког храма са осенченим наосом
- Распоред простора у православној цркви
- Средњи брод
- Део наоса Светотројичне цркве у Земуну
- Наос у манастиру Велика Ремета
- Наос манастира Месић